# Emilie Schwarz
Emilie Schwarz (* 23. Juni 1934 in Pelmberg) ist eine österreichische Behindertensportlerin.

## Leben und Karriere

### Kindheit und Jugend
Schwarz wuchs im Ortsteil Pelmberg mit 7 Geschwistern auf und besuchte die Volksschule in Hellmonsödt. Während ihrer Schulzeit erkrankte sie im Alter von 9 Jahren an Polio und wurde knapp ein Jahr im Kinderkrankenhaus in Linz behandelt.

### Ausbildung, Beruf und Karriere als Athletin
1953 begann Schwarz eine Schneiderlehre. 1956 absolvierte sie die Meisterprüfung mit Nachsicht (ohne Praktikum, da es keinen geeigneten Praktikumsplatz gab, der ohne Auto erreicht werden hätte können). 1957 hat Schwarz zunächst im Elternhaus, später in Hellmonsödt, in der eigenen Schneiderwerkstatt gearbeitet.
Nach dem ersten Kontakt mit dem Behindertensport 1969 hat sie in den Jahren danach neben dem eigentlich ausgeführten Beruf als Schneiderin bei nationalen und internationalen Bewerben teilgenommen und einige Erfolge erzielt.
1978 wurde ihr wegen einer Überlastung der Wirbelsäule die Erwerbsunfähigkeitspension gewährt.

### Sportfunktionärin
Nach ihrer aktiven Zeit als Athletin wurde sie 1981 zunächst Obfrau des Oberösterreichischen Behindertensportverbandes und später Vizepräsidentin des Österreichischen Behindertensportverbandes. Während dieser Zeit setzte sich Schwarz für die Gleichstellung und die Anerkennung des Behindertensports ein.

## Funktionen
- 1981 bis 1993 Obfrau des Oberösterreichischen Behindertensportverbandes[1]
- 1989 bis 1995 Vizepräsidentin des Österreichischen Behindertensportverbandes[1]
- Vorstandsmitglied in der Diözesansportgemeinschaft und im Verein der Querschnittgelähmten VQÖ (ehemals Verband der Querschnittgelähmten Österreichs. heute: Rollstuhl aktiv – Verband der Rollstuhlfahrenden Österreichs)[1]

## Auszeichnungen und Ehrungen
- 1973 Ehrenteller der Marktgemeinde Hellmonsödt
- 1973 Sportehrenzeichen des Landes Oberösterreich in Bronze
- 1980 Ehrenurkunde für besondere Verdienste im Behindertensport
- 1981 Verleihung oberösterreichisches DSG-Ehrenzeichen
- 1982 Ehrenlorbeer für besondere sportliche Leistungen VQÖ
- 1985 Sportehrenzeichen des Landes Oberösterreich in Silber
- 1985 Internationale Berufswettbewerb für Behinderte in Salzburg
- 1986 Ehrenzeichen für Verdienste um den Skisport Behinderte
- 1987 Ehrenzeichen in Silber DSG
- 1989 Konsulent der oberösterreichischen Landesregierung für Sportwesen[1]
- 1989 Sportehrenzeichen der Stadt Linz
- 1990 Ehrenmitglied des VQÖ
- 1990 Sportehrenzeichen des Landes Oberösterreich in Gold
- 1991 Verleihung der Humanitätsmedaille der Stadt Linz
- 1992 Würdigung für 25 Jahre Mitgliedschaft VQÖ
- 1994 Ehrenzeichen der Marktgemeinde Hellmonsödt
- 1995 Ehrenmitgliedschaft im österreichischen Behindertensportverband
- 1996 Ehrenurkunde für besondere Verdienste im oberösterreichischen Behindertensportverband
- 2006 Ehrenmitglied des RSC heindl OÖ[4]
- 2011 „Goldener Leo“ von den OÖ Nachrichten[5]
- 2015 Albert-Wöhrer-Gedenkpreis[2]